# Colostygia phaiosata
Colostygia phaiosata är en fjärilsart som beskrevs av Otto Staudinger 1896. Colostygia phaiosata ingår i släktet Colostygia och familjen mätare. Inga underarter finns listade i Catalogue of Life.